# Neozephyrus
Neozephyrus là một chi bướm ngày thuộc họ Lycaenidae.

## Hình ảnh

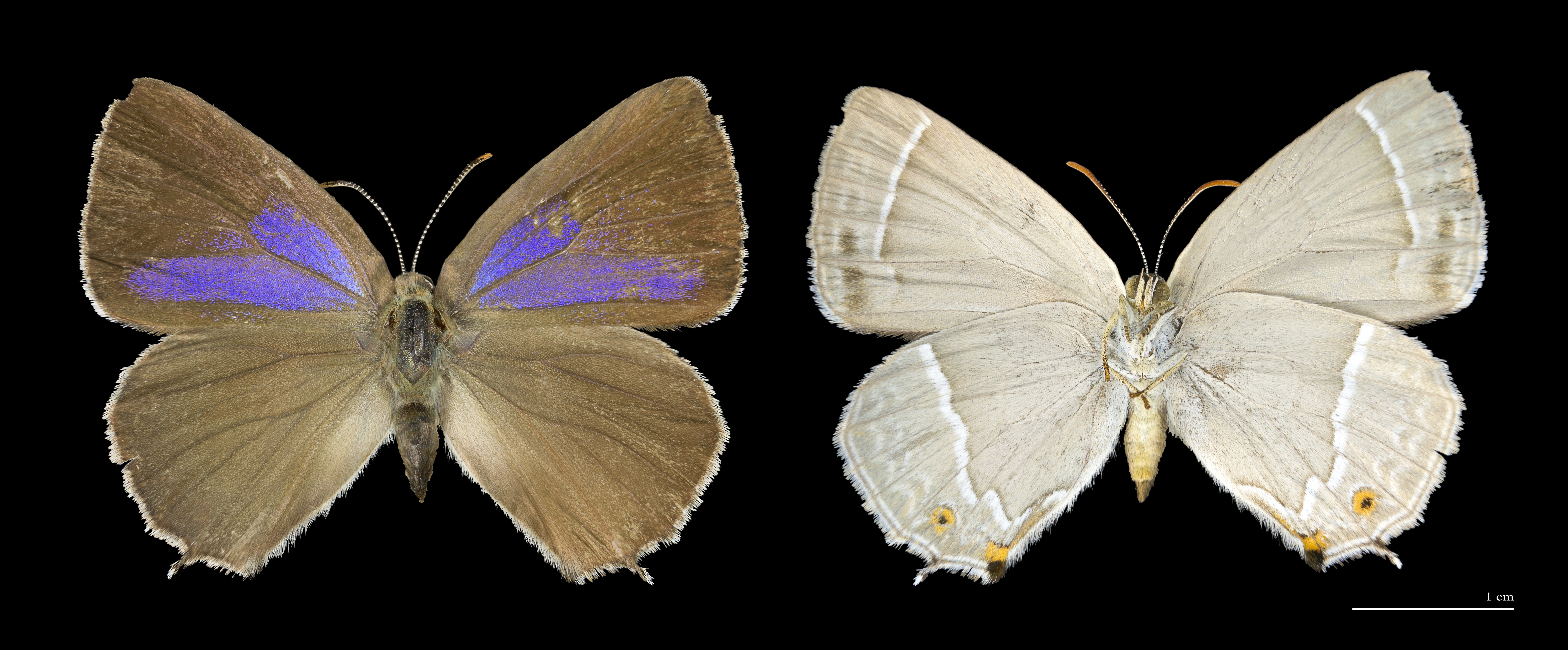